# Rowan megye (Észak-Karolina)
Rowan megye az Amerikai Egyesült Államokban, azon belül Észak-Karolina államban található. Megyeszékhelye és legnagyobb városa Salisbury. Lakosainak száma 146 875 fő (2020. április 1.). Rowan megye Davie, Cabarrus, Davidson, Montgomery, Stanly és Iredell megyékkel határos.

## Népesség
A megye népességének változása:
| Lakosok száma | 138 341 | 138 093 | 138 004 | 138 323 | 139 142 | 146 875 |
|               | 2010    | 2011    | 2012    | 2013    | 2015    | 2020    |